# Gewoon donsvoetje
Gewoon donsvoetje (Tubaria furfuracea) is een schimmel behorend tot de familie Tubariaceae. De zwam leeft als terrestrische saprofyt op organisch materiaal in loofbossen, struwelen, ruigtes, bermen, parken en tuinen.

## Kenmerken

### Uiterlijke kenmerken
Hoed
De hoed is gewelfd tot vlak met een diameter van 2 cm. De kleur is geelbruin tot donker geelbruin. De hoedrand is doorschijnend gestreept, jonge exemplaren hebben rondom wittige velumresten aan de randzone.
Lamellen
De lamellen staan wijd uit elkaar, iets aflopend op de steel en zijn kaneelbruin van kleur.
Steel
De steel is 2 tot 5 cm lang en 2 tot 4 mm dik. De kleur is kaneelbruin tot bleek bruingeel. De voet is wit donzig. Het vlees is bruingeel.

### Microscopische kenmerken
De basidiosporen zijn 6 tot 8 µm lang en 3,5 tot 5,5 µm breed. Ze zijn elliptisch, dunwandig en hebben geen kiempore. De 6 tot 10 µm brede cheilocystidia zijn zeer divers. Ze kunnen cilindrisch zijn met of zonder buik, licht flesvormig of smal zakvormig. Soms zijn ze ook min of meer knotsvormig. De cuticula bevat los liggende, vertakte en geknikte hyfen.

## Verspreiding
De paddenstoel groeit op houtsnippers, takjes en twijgen en op grof strooisel en humus in loofbossen, struwelen, parken en tuinen. In Nederland en België is hij vrijwel het gehele jaar algemeen tot zeer algemeen te vinden.

## Taxonomie
De soort werd voor het eerst beschreven door Christiaan Hendrik Persoon in het geslacht Agaricus. De Franse mycoloog Claude-Casimir Gillet bracht hem in 1876 over naar het geslacht Tubaria.

## Afbeeldingen

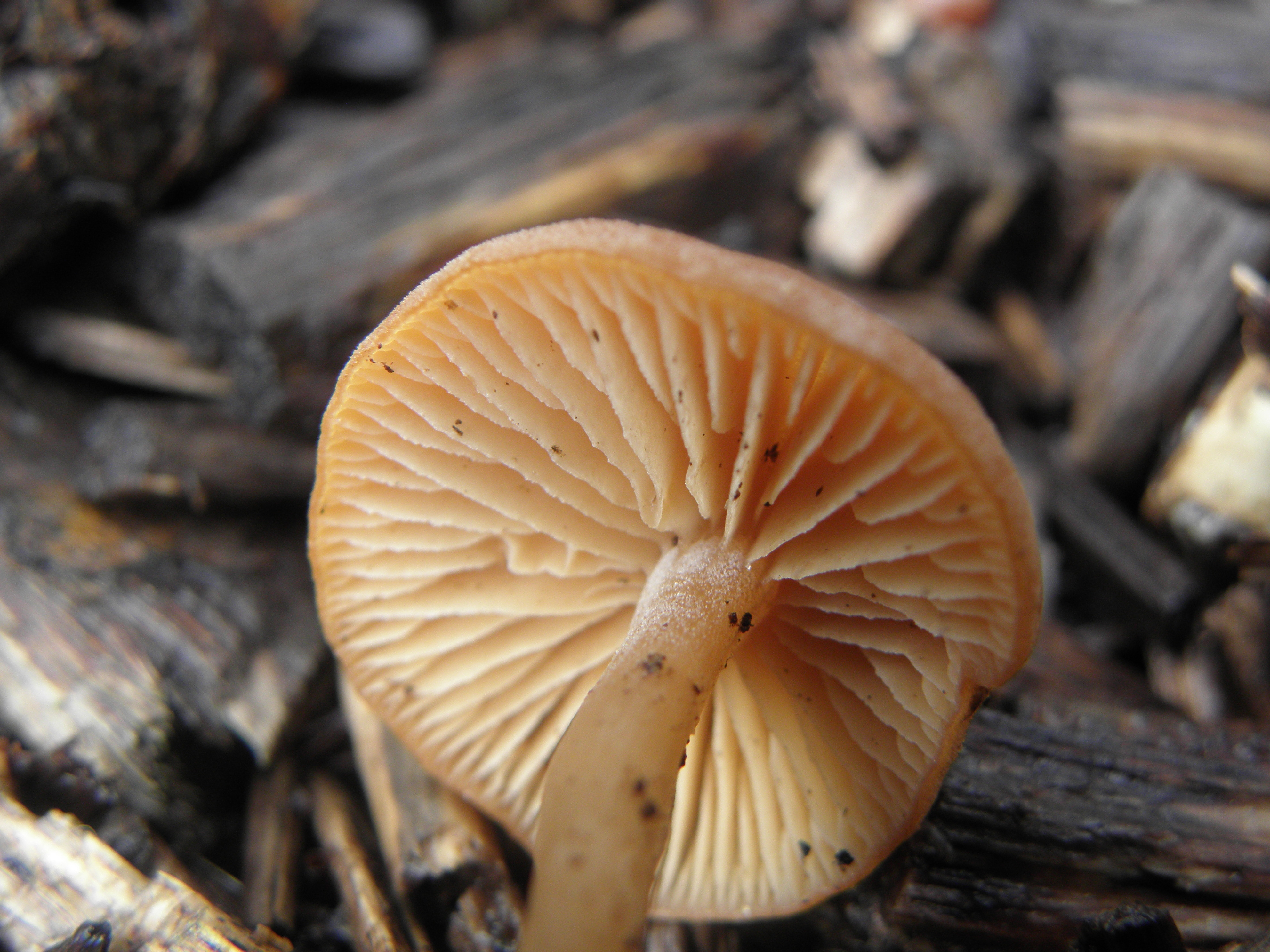
Lamellen
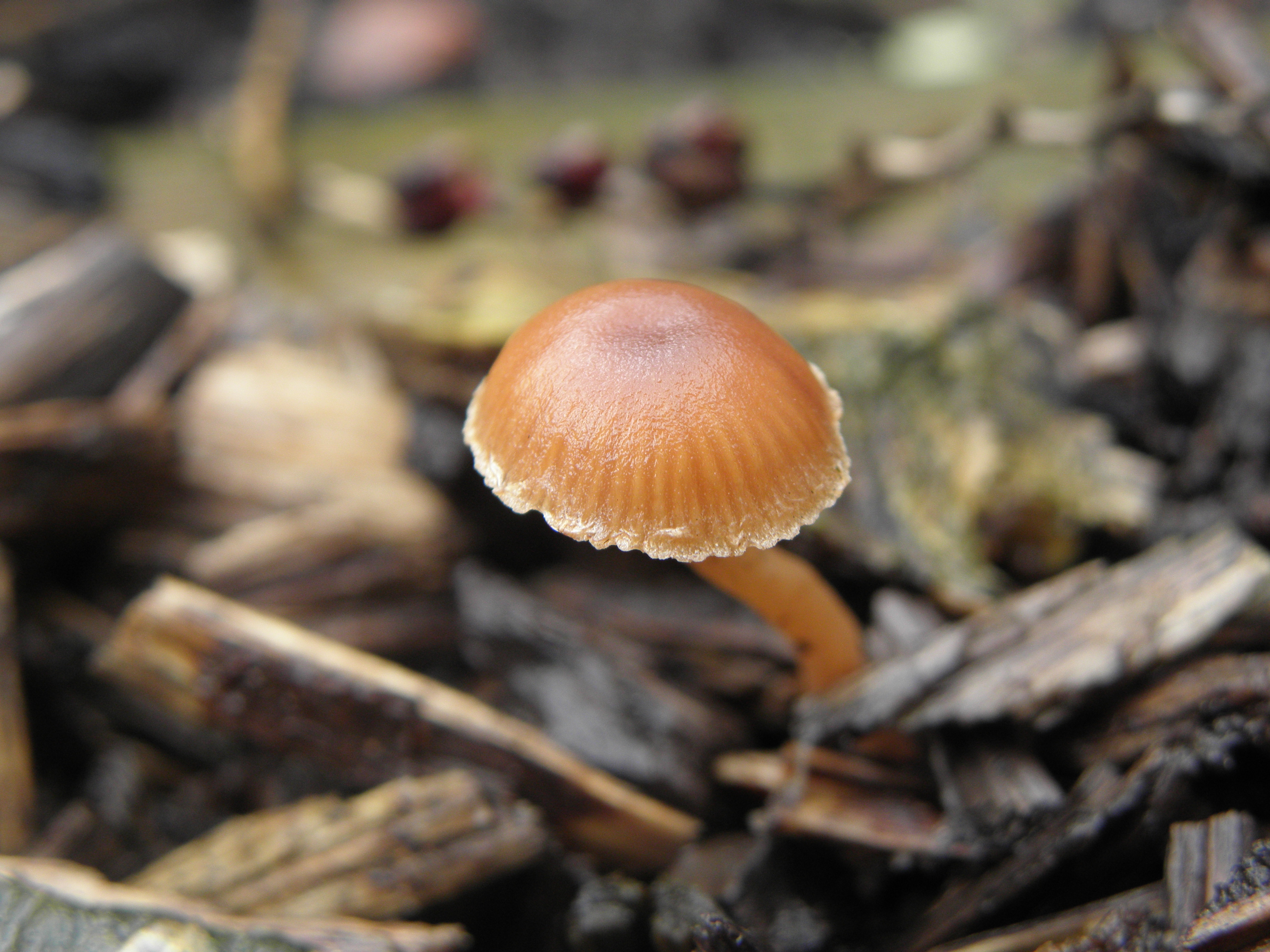
Hoed
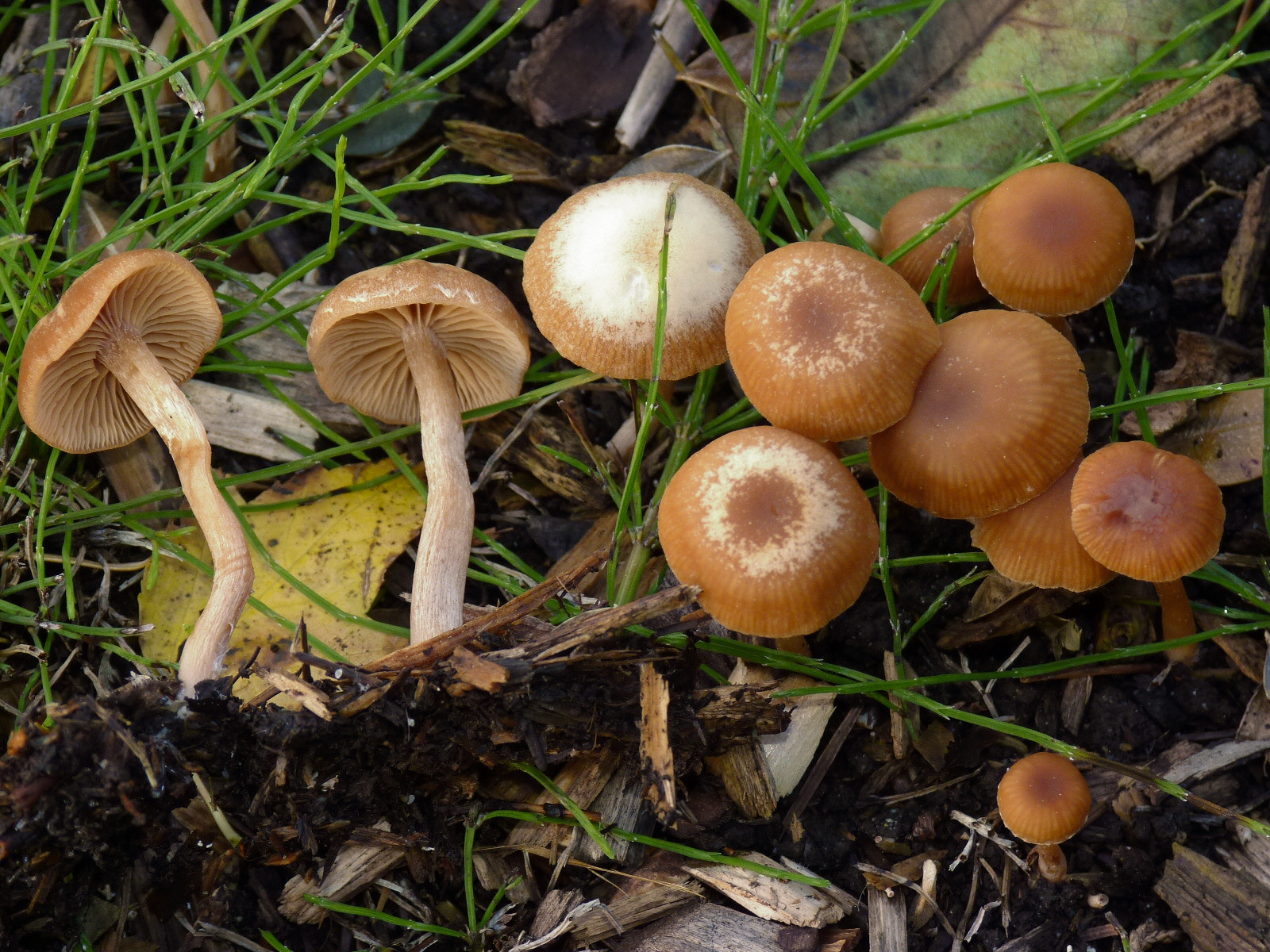
Steel
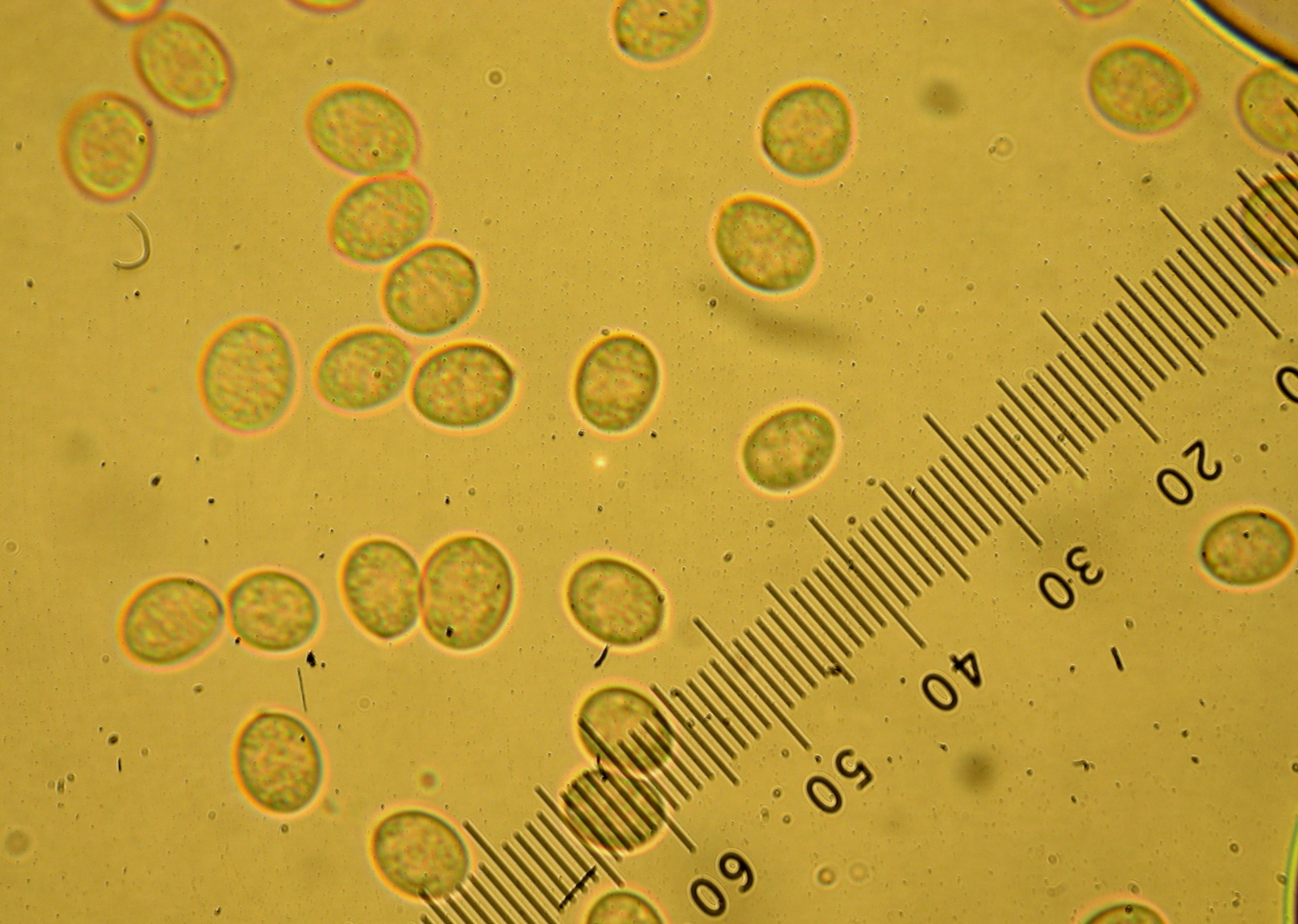
Sporen
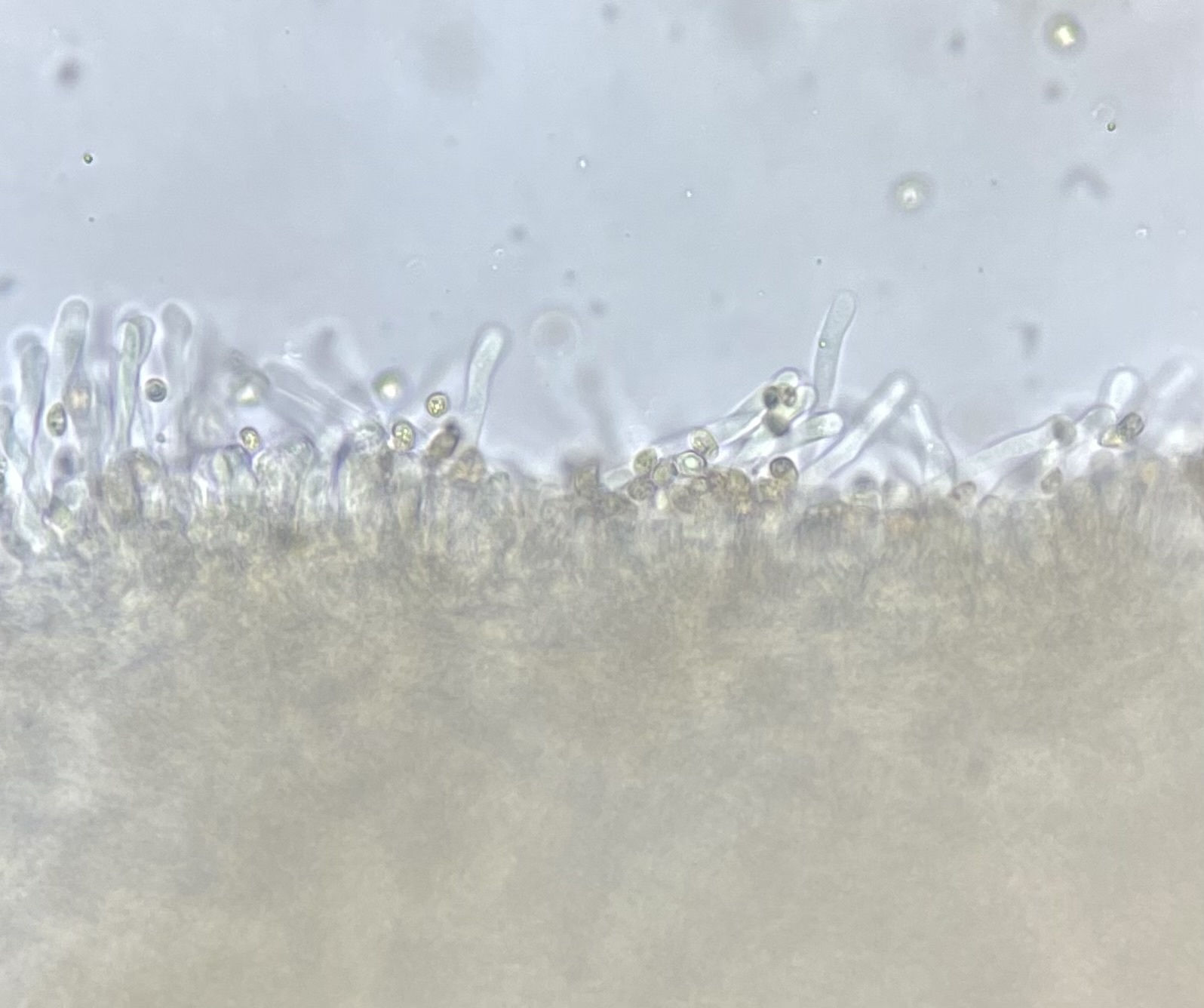
Cheilocystidia